# Carapanantuba
Carapanantuba é um distrito do município brasileiro de Macapá, capital do estado do Amapá. Segundo o censo demográfico de 2022, realizado pelo Instituto Brasileiro de Geografia e Estatística (IBGE), sua população era de 1 932 habitantes e havia 490 domicílios particulares permanentes ocupados. Foi criado antes de 2005.
De acordo com o IBGE, em 2010 a população era de 726 habitantes e havia 175 domicílios particulares.
É o distrito menos populoso de Macapá e está composto por diversas comunidades ribeirinhas. O principal acesso à região é por meio de embarcações.